# Facundo Almada
Facundo Almada (Rosario, 10 luglio 1998) è un calciatore argentino, difensore del Mazatlán.

## Caratteristiche tecniche
È un difensore centrale.

## Carriera
Cresciuto nel settore giovanile del Rosario Central, ha esordito in prima squadra il 2 marzo 2019 disputando l'incontro di Primera División pareggiato 0-0 contro il Belgrano.
Nel 2023 si è trasferito al Mazatlán, club della prima divisione messicana.

## Statistiche
Statistiche aggiornate al 6 aprile 2019.

### Presenze e reti nei club
| Stagione        | Squadra         | Campionato      | Campionato | Campionato | Coppe nazionali | Coppe nazionali | Coppe nazionali | Coppe continentali | Coppe continentali | Coppe continentali | Altre coppe | Altre coppe | Altre coppe | Totale | Totale | Totale |
| Stagione        | Squadra         | Comp            | Pres       | Reti       | Comp            | Pres            | Reti            | Comp               | Pres               | Reti               | Comp        | Pres        | Reti        | Pres   | Reti   |        |
| --------------- | --------------- | --------------- | ---------- | ---------- | --------------- | --------------- | --------------- | ------------------ | ------------------ | ------------------ | ----------- | ----------- | ----------- | ------ | ------ | ------ |
| 2018-2019       | Rosario Central | PD              | 3          | 0          | CA+CdL          | 0+2             | 0               |                    | -                  | -                  | SA          | 1           | 0           | 6      | 0      |        |
| 2019-2020       | Rosario Central | PD              | 1          | 1          | CA              | 0               | 0               |                    | -                  | -                  |             | -           | -           | 1      | 1      |        |
| Totale carriera | Totale carriera | Totale carriera | 4          | 1          |                 | 2               | 0               |                    | -                  | -                  |             | 1           | 0           | 7      | 1      |        |